# Маргулис, Бен
Бен Маргулис (англ. Ben Margulies) — американский композитор и продюсер. Совместно с Мэрайей Кэри он обращался в различные звукозаписывающие компании с пятью неизвестными песнями собственного сочинения, до самого подписания контракта Мэрайи с Sony в 1988 году.
Бен впервые встретил Мэрайю в то время, когда она создавала демозаписи песен, которые написала совместно с Гевином Кристофером (англ. Gavin Christopher). Брат Мэрайи, Морган Кери, попросил своего друга Криса Толанда (тогда пишущего партнёра Маргулиса) помочь в работе над демосессиями. Толанд не смог приехать и попросил своего друга Бена выручить начинающую певицу. Мэрайя и Бен сдружились и, в конечном счете, объединились для написания новых песен. Первая совместная песня — "Here We Go Round Again", которая была издана на сборнике 2020 года The Rarities.
В то время как песням, сонаписанным Мэрайей и Беном, позволили войти в список композиций дебютного одноимённого альбома певицы — "Mariah Carey", композиторам не разрешалось произвести большую часть материала для проекта (но руководство Sony позволило Кери и Маргулису выступить в качестве продюсера одной из совместно написанных песен).
В 1983 году Бен Маргулис работал барабанщиком. Он присоединился к Нью-Йоркскому трио "Comateens", когда они искали барабанщика, который бы смог поехать в турне в поддержку альбома — "Pictures on a String" звукозаписывающей компании Virgin records. Бен поехал в турне с такими исполнителями, как Nicholas North, Lyn Byrd и Oliver North, посетив Швейцарию и Францию, а также принял участие в съёмках видеоклипа "Get Off My Case", который собрал наибольшую популярность в категории "Top Album Pick" в журнале Billboard.

## Дискография Мэрайи Кэри
Мэрайя Кэри
- Vision of Love (сонаписана)
- Love Takes Time (сонаписана)
- Someday (сонаписана)
- Vanishing (сонаписана)
- All In Your Mind (сонаписана)
- Alone In Love (сонаписана и сопродюсирована)
- Prisoner (сонаписана)

Кери и Маргулис написали несколько песен, но только 7 из них были изданы в дебютном альбоме Кери, большая часть песен все ещё существует, но они никогда не были записаны или зарегистрированы.
- Unspoken Emotion (сонаписана)
- Surrender To Me (сонаписана)
- Now You Got My Heart (сонаписана)
- No Doubt (сонаписана)
- Let Me Go (сонаписана)
- Into The Light (сонаписана)
- Hypnotized (сонаписана)
- Here We Go Round Again (сонаписана)
- Echoes Of Love (сонаписана)
- Don’t Take The World Away (сонаписана)
- Do You Ever Wonder (сонаписана)
- Baby (сонаписана)